# Administração Tributária Finlandesa
A Administração Tributária (em finlandês:  Verohallinto, em sueco:  Skatteförvaltningen) é o serviço de receita da Finlândia. É uma agência governamental dirigida pelo Ministério das Finanças. A administração tributária finlandesa tinha 4.983 funcionários em 2016. Ela arrecada cerca de dois terços dos impostos do país, sendo o restante cobrado pela Alfândega da Finlândia e pela Agência Finlandesa de Transporte e Comunicações, Traficom. Ela arrecada cerca de 55 bilhões de euros e opera com um orçamento de 408 milhões de euros.